# Projasus
Projasus is een geslacht van kreeftachtigen uit de familie van de Palinuridae.

## Soorten
- Projasus bahamondei George, 1976
- Projasus parkeri (Stebbing, 1902)